# Réserve naturelle des Gorges du Sagittaire
La réserve naturelle des Gorges du Sagittaire est un espace naturel protégé créé dans les Abruzzes en 1997, dans la province de L'Aquila,.

## Territoire
La réserve naturelle, située dans la commune d'Anversa degli Abruzzi, comprend la partie inférieure de la vallée traversée par la rivière Sagittario, qui s'étend de Villalago à Cocullo, formant les Gorges du Sagittaire du même nom : la zone des gorges commence à partir du barrage de San Domenico, près de l'endroit où se trouve l'ermitage Saint-Dominique, près de Villalago. 

## Description
De nombreux animaux sauvages y trouvent refuge, du loup au faucon, du Muscardinus avellanarius (petit loir couleur noisette), du hibou moyen-duc et à l' ours brun marsicain. 
À l'intérieur de la réserve se trouvent un important jardin botanique, un musée, une aire de pique-nique et des sentiers de randonnée. 
La réserve naturelle Monte Genzana et Alto Gizio se trouve également à proximité.

## Galerie

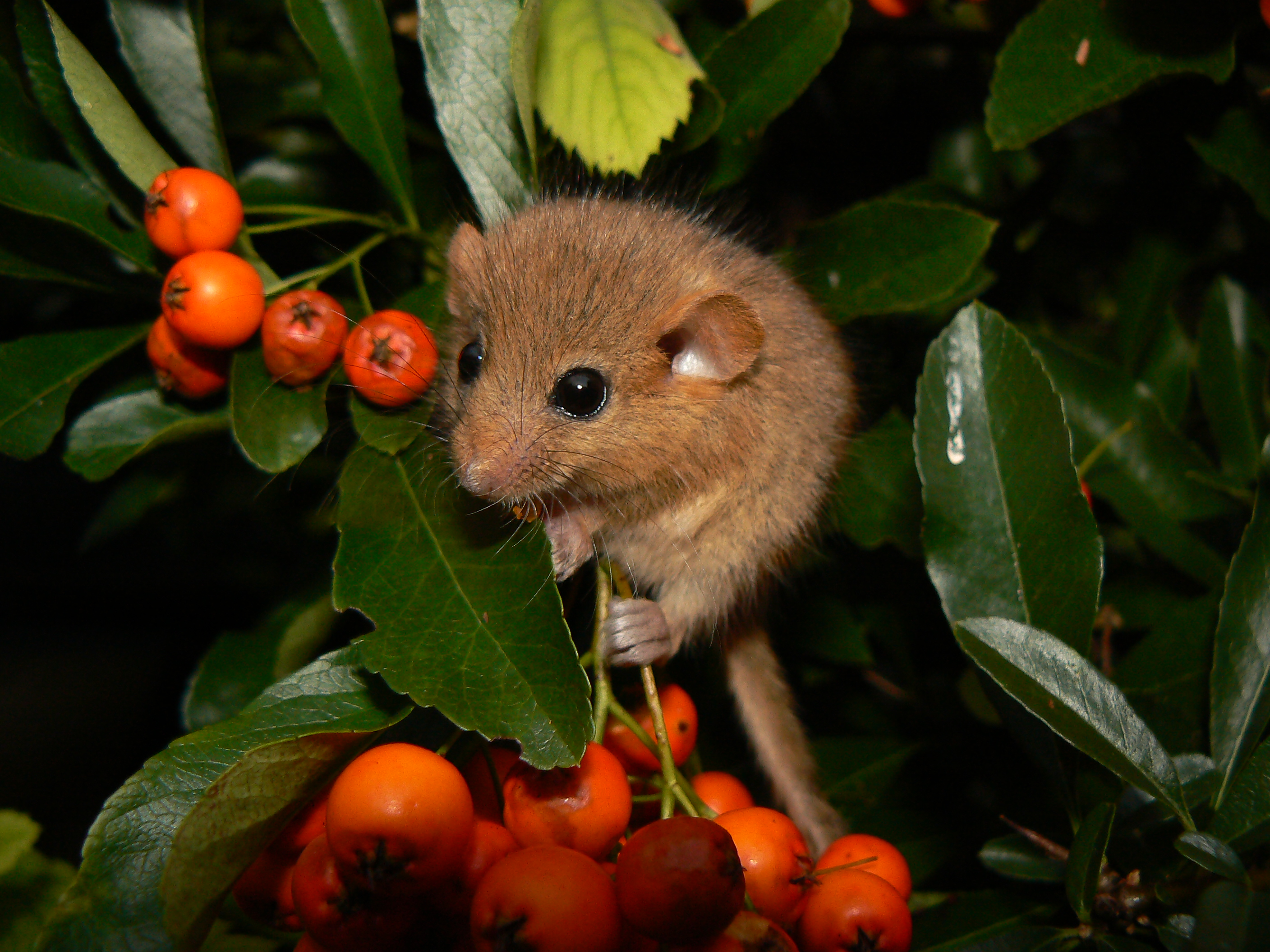
Le loir couleur noisette.
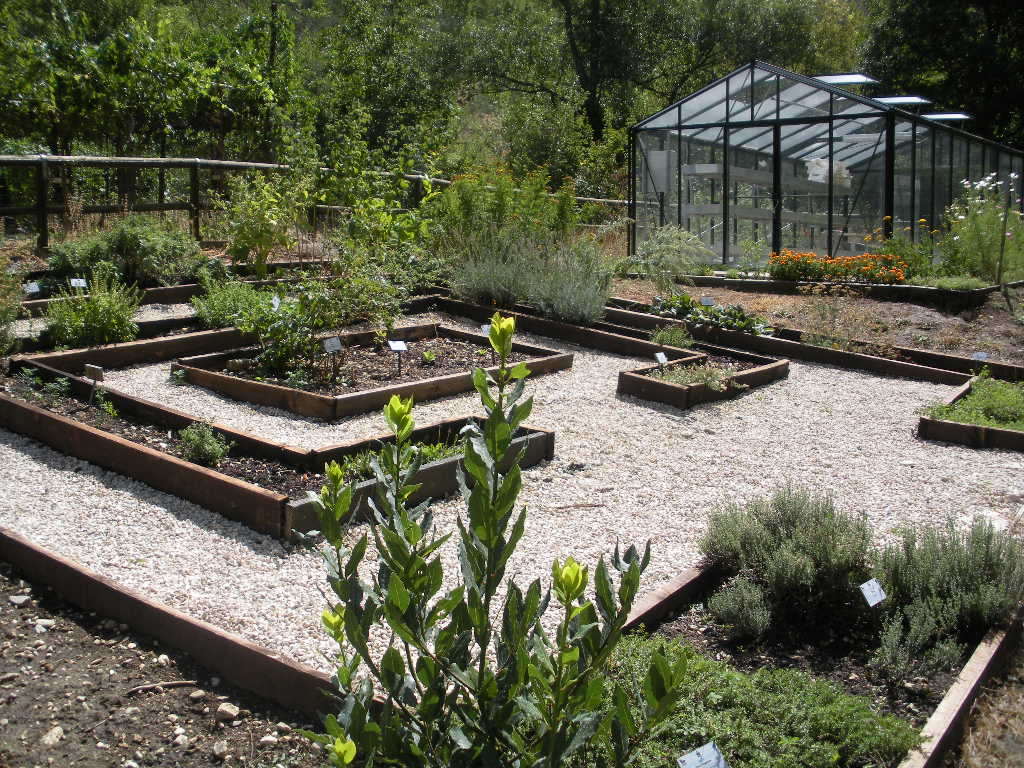
Le jardin botanique.